# P. J. Sheehan
Patrick Joseph Sheehan (Estado Libre Irlandés, 1 de marzo de 1933 - 10 de agosto de 2020) fue un político irlandés del Fine Gael. Se desempeñó como Teachta Dála (TD) para el distrito electoral de Cork South-West entre 1981-2002 y 2007-2011.

## Carrera
Sheehan ha estado involucrado en política durante más de 50 años. En 1967 fue elegido miembro del Consejo del Condado de Cork por primera vez.  Es un destacado activista por los derechos rurales. Una vez se enfrentó con Charles Haughey en la cámara de Dáil.
Anteriormente fue subastador, comerciante y agricultor. Sheehan fue elegido por primera vez para la Asamblea Irlandesa en las elecciones generales de 1981 y retuvo su escaño hasta perderlo en las elecciones generales de 2002. Recuperó su puesto en las Elecciones generales de Irlanda de 2007 en la edad de 74 años. Se desempeñó como portavoz adjunto de Agricultura de Fine Gael con responsabilidad especial en Silvicultura hasta 2010.

### Incidente con el alcohol
El 20 de septiembre de 2010, se disculpó después de estar bajo los efectos del alcohol y amenazar a un Garda Síochána después de que este le impidiera conducir mientras salía de Leinster House en julio de 2010. Su dirigente de partido, Enda Kenny le dijo al sargento que "ignorara lo que Sheehan había dicho".
Sheehan dimitió su posición como el portavoz adjunto de Agricultura de Fine Gael más tarde el 20 de septiembre con efecto inmediato.
Se retiró de la política en las Elecciones generales de Irlanda de 2011.
Falleció el 10 de agosto de 2020 a los 87 años.